# Tournoi des Six Nations 2020
Cet article traite de l'épreuve masculine. Pour la compétition féminine, voir Tournoi des Six Nations féminin 2020.
Navigation
Tournoi 2019 Tournoi 2021
Le Tournoi des Six Nations 2020 est prévu initialement du 1er février au 14 mars 2020 et doit être disputé en cinq journées réparties sur sept semaines, avec des pauses avant et après la troisième journée. Toutefois, à cause de la pandémie de Covid-19 croissante pendant le tournoi et des restrictions de déplacements, un match de la quatrième journée et les trois matchs de la cinquième doivent être reportés et sont joués en octobre 2020.
La compétition se déroule comme chaque année, chacune des six nations participantes affronte toutes les autres. Le vainqueur de cette édition est l'Angleterre.
Le Tournoi féminin et celui des moins de 20 ans se jouent aux mêmes dates et les équipes des mêmes nations se rencontrent.
Les trois équipes qui ont en 2020 l'avantage de jouer un match de plus à domicile que les autres sont l'Irlande, le pays de Galles et la France.

## Villes et stades
| Rome (Italie)                     | Londres (Angleterre)              | Saint-Denis (France)             |
| --------------------------------- | --------------------------------- | -------------------------------- |
| Stade olympique 72 698 places     | Stade de Twickenham 82 000 places | Stade de France 81 338 places    |
| Stade olympique, Rome             | Stade de Twickenham, Londres      | Stade de France, Saint-Denis     |
| Édimbourg (Écosse)                | Dublin (Irlande)                  | Cardiff (pays de Galles)         |
| Murrayfield Stadium 67 130 places | Aviva Stadium 51 700 places       | Millennium Stadium 73 931 places |
| Murrayfield Stadium, Édimbourg    | Aviva Stadium, Dublin             | Millennium Stadium, Cardiff      |
|                                   | Llanelli (pays de Galles)         |                                  |
|                                   | Parc y Scarlets 14 870 places     |                                  |
|                                   | Parc y Scarlets, Llanelli         |                                  |

## Matchs

Participants au Tournoi des Six Nations.

Le 26 février, les organisateurs du Tournoi annoncent que le match Irlande-Italie, initialement prévu le 7 mars, est reporté à une date ultérieure, du fait de l'épidémie de Covid-19.
Le 5 mars, la rencontre Italie-Angleterre qui devait se dérouler le 14 mars à Rome est également reportée pour les mêmes raisons. Le match France-Irlande initialement prévu le 14 mars est également reporté. Le match Galles-Écosse, prévu le 14 mars, est lui aussi reporté.
Les matchs reportés se jouent à l'automne suivant.
Le programme pour le Tournoi 2020 est le suivant :
Les heures sont les heures françaises et italiennes, soit dans le fuseau horaire CET (UTC+1).
| 1er février 2020 à 15 h 15               | Millennium Stadium, Cardiff  | Pays de Galles | 42 - 0  | Italie     |
| 1er février à 17 h 45 (Centenary Quaich) | Aviva Stadium, Dublin        | Irlande        | 19 - 12 | Écosse     |
| 2 février à 16 h 00 (Trophée Eurostar)   | Stade de France, Saint-Denis | France         | 24 - 17 | Angleterre |

| 8 février à 15 h 15                     | Aviva Stadium, Dublin          | Irlande | 24 - 14 | Pays de Galles |
| 8 février à 17 h 45 (Calcutta Cup)      | Murrayfield Stadium, Édimbourg | Écosse  | 6 - 13  | Angleterre     |
| 9 février à 16 h 00 (Trophée Garibaldi) | Stade de France, Saint-Denis   | France  | 35 - 22 | Italie         |

| 22 février à 15 h 15                     | Stade olympique, Rome        | Italie         | 0 - 17  | Écosse  |
| 22 février à 17 h 45                     | Millennium Stadium, Cardiff  | Pays de Galles | 23 - 27 | France  |
| 23 février à 16 h 00 (Millennium Trophy) | Stade de Twickenham, Londres | Angleterre     | 24 - 12 | Irlande |

| 7 mars à 17 h 45                         | Stade de Twickenham, Londres   | Angleterre | 33 - 30 | Pays de Galles |
| 8 mars à 16 h 00 (Trophée Auld Alliance) | Murrayfield Stadium, Édimbourg | Écosse     | 28 - 17 | France         |
| 24 octobre à 16 h 30                     | Aviva Stadium, Dublin          | Irlande    | 50 - 17 | Italie         |

| 31 octobre à 15 h 15 (Doddie Weir Cup) | Parc y Scarlets, Llanelli    | Pays de Galles | 10 - 14 | Écosse     |
| 31 octobre à 17 h 45                   | Stade olympique, Rome        | Italie         | 5 - 34  | Angleterre |
| 31 octobre à 21 h 00                   | Stade de France, Saint-Denis | France         | 35 - 27 | Irlande    |

## Classement
| Rang | Nation             | J | V | N | D | Bo | Bd | Pm  | Pe  | Diff | Pts |
| ---- | ------------------ | - | - | - | - | -- | -- | --- | --- | ---- | --- |
| 1    | Angleterre         | 5 | 4 | 0 | 1 | 1  | 1  | 121 | 77  | +44  | 18  |
| 2    | France             | 5 | 4 | 0 | 1 | 2  | 0  | 138 | 117 | +21  | 18  |
| 3    | Irlande            | 5 | 3 | 0 | 2 | 2  | 0  | 132 | 102 | +30  | 14  |
| 4    | Écosse             | 5 | 3 | 0 | 2 | 0  | 2  | 77  | 59  | +18  | 14  |
| 5    | Pays de Galles (T) | 5 | 1 | 0 | 4 | 1  | 3  | 119 | 98  | +21  | 8   |
| 6    | Italie             | 5 | 0 | 0 | 5 | 0  | 0  | 44  | 178 | -134 | 0   |

|  | Vainqueur du Tournoi     |
|  | T : tenant du titre 2019 |

- Attribution des points de classement (pts) : quatre points pour une victoire, deux points pour un match nul, aucun en cas de défaite.
Bonus : un point si au moins 4 essais marqués (bonus offensif), un point en cas de défaite avec moins de 8 points d'écart (bonus défensif).
Grand Chelem[6] : trois points de plus.
- Règles de classement[7] : 1. points ; 2. différence de points générale ; 3. nombre d'essais marqués ; 4. titre partagé.

## Acteurs du Tournoi des Six Nations

### Joueurs

#### Angleterre
Le 20 janvier 2020, Eddie Jones sélectionne 34 joueurs pour le Tournoi des Six Nations.
| Entraîneur | Entraîneur             | Eddie Jones                                                                                         |
| Avants     | Pilier                 | Ellis Genge, Joe Marler, Kyle Sinckler, Will Stuart, Mako Vunipola, Harry Williams                  |
| Avants     | Talonneur              | Luke Cowan-Dickie, Tom Dunn, Jamie George                                                           |
| Avants     | Deuxième ligne         | Charlie Ewels, Jonny Hill, George Kruis, Joe Launchbury, Courtney Lawes, Maro Itoje, Alexander Moon |
| Avants     | Troisième ligne aile   | Ted Hill, Ben Earl, Lewis Ludlam, Sam Underhill, Mark Wilson                                        |
| Avants     | Troisième ligne centre | Tom Curry, Billy Vunipola                                                                           |
| Arrières   | Demi de mêlée          | Willi Heinz, Dan Robson, Ben Youngs                                                                 |
| Arrières   | Demi d'ouverture       | Owen Farrell, George Ford, Jacob Umaga                                                              |
| Arrières   | Centre                 | Ollie Devoto, Fraser Dingwall, Jonathan Joseph, Ollie Lawrence, Henry Slade, Manu Tuilagi           |
| Arrières   | Ailier                 | Ollie Thorley, Jonny May, Anthony Watson                                                            |
| Arrières   | Arrière                | Elliot Daly, George Furbank                                                                         |

#### Écosse
Le 15 janvier 2020, Gregor Townsend annonce une sélection de 38 joueurs pour le Tournoi, Stuart Hogg étant nommé capitaine.
| Entraîneur | Entraîneur             | Gregor Townsend                                                                   |
| Avants     | Pilier                 | Simon Berghan, Jamie Bhatti, Allan Dell, Zander Fagerson, WP Nel, Rory Sutherland |
| Avants     | Talonneur              | Fraser Brown, Stuart McInally, George Turner                                      |
| Avants     | Deuxième ligne         | Alex Craig, Scott Cummings, Grant Gilchrist, Jonny Gray , Ben Toolis              |
| Avants     | Troisième ligne aile   | Magnus Bradbury, Luke Crosbie, Thomas Gordon, Jamie Ritchie, Hamish Watson        |
| Avants     | Troisième ligne centre | Cornell du Preez, Nick Haining                                                    |
| Arrières   | Demi de mêlée          | George Horne, Ali Price, Henry Pyrgos                                             |
| Arrières   | Demi d'ouverture       | Adam Hastings, Finn Russell                                                       |
| Arrières   | Centre                 | Chris Harris, Rory Hutchinson, Sam Johnson, Huw Jones, Matt Scott                 |
| Arrières   | Ailier                 | Darcy Graham, Sean Maitland, Byron McGuigan, Kyle Steyn, Ratu Tagive              |
| Arrières   | Arrière                | Stuart Hogg , Blair Kinghorn                                                      |

#### France
| Entraîneur | Entraîneur             | Fabien Galthié |
| Avants     | Pilier                 | Cyril Baille, Demba Bamba, Jean-Baptiste Gros, Mohamed Haouas, Jefferson Poirot                                            |
| Avants     | Talonneur              | Camille Chat, Anthony Etrillard , Julien Marchand, Peato Mauvaka, Teddy Baubigny                                           |
| Avants     | Deuxième ligne         | Cyril Cazeaux, Killian Geraci, Bernard Le Roux, Boris Palu, Romain Taofifénua, Paul Willemse                               |
| Avants     | Troisième ligne aile   | Dylan Cretin, François Cros, Alexandre Fischer, Sekou Macalou, Charles Ollivon , Cameron Woki, Alexandre Roumat            |
| Avants     | Troisième ligne centre | Grégory Alldritt, Selevasio Tolofua                                                                                        |
| Arrières   | Demi de mêlée          | Baptiste Couilloud, Antoine Dupont, Baptiste Serin                                                                         |
| Arrières   | Demi d'ouverture       | Louis Carbonel, Matthieu Jalibert, Romain Ntamack                                                                          |
| Arrières   | Centre                 | Gaël Fickou, Julien Hériteau, Virimi Vakatawa, Arthur Vincent                                                              |
| Arrières   | Ailier                 | Gervais Cordin, Lester Etien, Gabriel N'Gandebe, Damian Penaud, Vincent Rattez, Teddy Thomas, Yvan Reilhac, Arthur Retière |
| Arrières   | Arrière                | Anthony Bouthier, Kylan Hamdaoui,Thomas Ramos                                                                              |

#### Galles
| Entraîneur | Entraîneur             | Wayne Pivac                                                                                |
| Avants     | Pilier                 | Rhys Carré, Leon Brown, Rob Evans, WillGriff John, Wyn Jones, Dillon Lewis                 |
| Avants     | Talonneur              | Elliot Dee, Ryan Elias, Dewi Lake, Ken Owens                                               |
| Avants     | Deuxième ligne         | Jake Ball, Adam Beard, Seb Davies, Cory Hill, Alun Wyn Jones , Will Rowlands               |
| Avants     | Troisième ligne aile   | Taine Basham, Ross Moriarty, Josh Navidi, Aaron Shingler, Justin Tipuric, Aaron Wainwright |
| Avants     | Troisième ligne centre | Taulupe Faletau                                                                            |
| Arrières   | Demi de mêlée          | Gareth Davies, Rhys Webb, Tomos Williams                                                   |
| Arrières   | Demi d'ouverture       | Dan Biggar, Jarrod Evans, Owen Williams                                                    |
| Arrières   | Centre                 | Hadleigh Parkes, Nick Tompkins, Owen Watkin                                                |
| Arrières   | Ailier                 | Josh Adams, Owen Lane, Johnny McNicholl, George North, Louis Rees-Zammit                   |
| Arrières   | Arrière                | Leigh Halfpenny, Jonah Holmes, Liam Williams                                               |

#### Irlande
| Entraîneur | Entraîneur             | Andy Farrell                                                                        |
| Avants     | Pilier                 | Tadhg Furlong, Cian Healy, David Kilcoyne, Jack McGrath, Tom O'Toole, Andrew Porter |
| Avants     | Talonneur              | Dave Heffernan, Rob Herring, Rónan Kelleher                                         |
| Avants     | Deuxième ligne         | Ultan Dillane, Iain Henderson, James Ryan, Devin Toner                              |
| Avants     | Troisième ligne aile   | Max Deegan, Jack O'Donoghue, Peter O'Mahony, CJ Stander, Josh van der Flier         |
| Avants     | Troisième ligne centre | Caelan Doris                                                                        |
| Arrières   | Demi de mêlée          | John Cooney, Luke McGrath, Conor Murray                                             |
| Arrières   | Demi d'ouverture       | Billy Burns, Ross Byrne, Jonathan Sexton                                            |
| Arrières   | Centre                 | Bundee Aki, Chris Farrell, Robbie Henshaw, Stuart McCloskey, Garry Ringrose         |
| Arrières   | Ailier                 | Andrew Conway, Keith Earls, David Kearney, Jacob Stockdale                          |
| Arrières   | Arrière                | Will Addison, Jordan Larmour                                                        |

#### Italie
Franco Smith a dévoilé une sélection de 36 joueurs pour participer au Tournoi 2020.
| Entraîneur | Entraîneur             | Franco Smith                                                                                       |
| Avants     | Pilier                 | Pietro Ceccarelli, Danilo Fischetti, Andrea Lovotti, Marco Riccioni, Giosuè Zilocchi               |
| Avants     | Talonneur              | Luca Bigi , Oliviero Fabiani, Federico Zani                                                        |
| Avants     | Deuxième ligne         | Dean Budd, Niccolò Cannone, Federico Ruzza, Alessandro Zanni                                       |
| Avants     | Troisième ligne aile   | Marco Lazzaroni, Giovanni Licata, Johan Meyer, Sebastian Negri, Giovanni Pettinelli, Jake Polledri |
| Avants     | Troisième ligne centre | Braam Steyn                                                                                        |
| Arrières   | Demi de mêlée          | Callum Braley, Guglielmo Palazzani, Marcello Violi                                                 |
| Arrières   | Demi d'ouverture       | Tommaso Allan, Carlo Canna, Antonio Rizzi                                                          |
| Arrières   | Centre                 | Giulio Bisegni, Tommaso Boni, Luca Morisi, Alberto Sgarbi                                          |
| Arrières   | Ailier                 | Mattia Bellini, Tommaso Benvenuti, Edoardo Padovani, Leonardo Sarto                                |
| Arrières   | Arrière                | Michelangelo Biondelli, Jayden Hayward, Matteo Minozzi                                             |

### Arbitres
Les arbitres de champ du Tournoi 2020 sont les suivants:
| Rugby Europe | Oceania Rugby                                              | Rugby Afrique |
| --- | ---------------------------------------------------------- | ------------- |
| - Wayne Barnes - Andrew Brace - Matthew Carley - Pascal Gaüzère - Nigel Owens - Luke Pearce - Romain Poite - Mathieu Raynal | - Nic Berry - Angus Gardner - Ben O'Keeffe - Paul Williams | - Jaco Peyper |

## Statistiques individuelles

### Meilleur joueur du Tournoi
À l'issue du Tournoi, une liste de six joueurs est dévoilée afin d'obtenir le titre de meilleur joueur de la compétition. La liste est composée de trois Français, deux Anglais et un Irlandais :
| Angleterre                | France                                               | Irlande      |
| ------------------------- | ---------------------------------------------------- | ------------ |
| - Maro Itoje - Ben Youngs | - Grégory Alldritt - Antoine Dupont - Romain Ntamack | - CJ Stander |

À l'issue du vote du public, le Français Antoine Dupont est élu meilleur joueur du Tournoi.

### Meilleurs marqueurs
| Rang | Joueur          | Équipe         | Essais |
| ---- | --------------- | -------------- | ------ |
| 1    | Charles Ollivon | France         | 4      |
| 2    | Josh Adams      | Pays de Galles | 3      |
| 2    | Justin Tipuric  | Pays de Galles | 3      |
| 2    | Romain Ntamack  | France         | 3      |
| 5    | Dan Biggar      | Pays de Galles | 2      |
| 5    | Elliot Daly     | Angleterre     | 2      |
| 5    | Robbie Henshaw  | Irlande        | 2      |
| 5    | Hugo Keenan     | Irlande        | 2      |
| 5    | Sean Maitland   | Écosse         | 2      |
| 5    | Jonny May       | Angleterre     | 2      |
| 5    | Stuart McInally | Écosse         | 2      |
| 5    | Jonathan Sexton | Irlande        | 2      |
| 5    | Ben Youngs      | Angleterre     | 2      |

### Meilleurs réalisateurs
| Rang | Joueur          | Équipe         | Points | Essais | Transf. | Pén. | Drops |
| ---- | --------------- | -------------- | ------ | ------ | ------- | ---- | ----- |
| 1    | Romain Ntamack  | France         | 57     | 3      | 9       | 8    | 0     |
| 2    | Jonathan Sexton | Irlande        | 51     | 2      | 10      | 7    | 0     |
| 3    | Dan Biggar      | Pays de Galles | 49     | 2      | 9       | 7    | 0     |
| 4    | Owen Farrell    | Angleterre     | 48     | 0      | 12      | 8    | 0     |
| 5    | Adam Hastings   | Écosse         | 44     | 1      | 3       | 11   | 0     |
| 6    | Charles Ollivon | France         | 20     | 4      | 0       | 0    | 0     |
| 7    | Josh Adams      | Pays de Galles | 15     | 3      | 0       | 0    | 0     |
| 7    | Leigh Halfpenny | Pays de Galles | 15     | 0      | 3       | 3    | 0     |
| 7    | Justin Tipuric  | Pays de Galles | 15     | 3      | 0       | 0    | 0     |
| 10   | Paolo Garbisi   | Italie         | 12     | 1      | 2       | 1    | 0     |

## Première journée

### Galles - Italie
(mt 21 - 0)
Homme du match : Justin Tipuric 
Points marqués :
Galles :
- 5 essais de Adams (18e, 30e, 80e), Tompkins (59e), North (76e)
- 4 transformations de Biggar (31e, 61e), Halfpenny (77e, 80e)
- 3 pénalités de Biggar (4e, 11e, 16e)

Évolution du score : 3-0, 6-0, 9-0, 14-0, 21-0, mt, 28-0, 35-0, 42-0
Arbitre : Luke Pearce 
Résumé :
Pour l'ouverture du tournoi, le Pays de Galles reçoit l'Italie. Choc entre deux extrêmes, les Gallois, 4es de la dernière Coupe du monde reçoivent l'Italie qui reste sur 22 défaites consécutives dans le tournoi. Le début de match est à l'avantage du XV du poireaux qui mène 9-0 après un quart d'heure de jeu grâce à trois pénalités de son ouvreur Dan Biggar. Il s'ensuit le premier essai gallois par Josh Adams. 14-0 à la 18e minute de jeu.
Les Gallois enchaînent et à la suite d'un beau mouvement, Dan Biggar envoie une passe entre les jambes à son ailier Josh Adams qui marque un doublé à la demi-heure de jeu. Transformé, l'essai permet au gallois de mener 21-0 à la mi temps.
Malheureusement pour les transalpins, la deuxième mi-temps n'est guère plus réjouissante. Peu avant l'heure de jeu, Lee Tompkins marque le troisième essai gallois que transforme Dan Biggar. Le score n'évolue plus jusqu'à la fin du match, ou l'Italie semble encore priver le Pays de Galles du bonus offensif. Mais à 4 minutes de la fin du match George North marque son premier essai du tournoi et permet à son équipe de valider une victoire à 5 points. Sur le gong le Pays de Galles enchaîne une ultime action conclue par son ailier Josh Adams, s'offrant ainsi un triplé. Le score est sans appel : 42-0 en faveur des Gallois qui lancent idéalement leur tournoi. L'Italie poursuit donc sa triste série avec une 23e défaite consécutive dans le tournoi.
| Pays de Galles · Titulaires · 15 Leigh Halfpenny · 14 Johnny McNicholl 11e 22e · 13 George North 76e · 12 Hadleigh Parkes 53e · 11 Josh Adams 18e 30e 80e · 10 Dan Biggar 69e · 9 Tomos Williams 61e · 8 Taulupe Faletau 53e · 7 Justin Tipuric · 6 Aaron Wainwright · 5 Alun-Wyn Jones · 4 Jake Ball 56e · 3 Dillon Lewis 61e · 2 Ken Owens 64e · 1 Wyn Jones 56e · Remplaçants · 16 Ryan Elias 64e · 17 Rob Evans 56e · 18 Leon Brown 61e · 19 Cory Hill 56e · 20 Ross Moriarty 53e · 21 Rhys Webb 61e · 22 Jarrod Evans 69e · 23 Nick Tompkins 11e 22e 53e 59e · Entraîneur · Wayne Pivac |  | Italie · Titulaires · Matteo Minozzi 15 · 56e Leonardo Sarto 14 · Luca Morisi 13 · Carlo Canna 12 · Mattia Bellini 11 · Tommaso Allan 10 · 71e Callum Braley 9 · Braam Steyn 8 · 56e Sebastian Negri 7 · Jake Polledri 6 · 71e Niccolò Cannone 5 · 47e Alessandro Zanni 4 · 47e Giosuè Zilocchi 3 · 69e Luca Bigi 2 · 47e Andrea Lovotti 1 · Remplaçants · 69e Federico Zani 16 · 47e Danilo Fischetti 17 · 47e Marco Riccioni 18 · 47e Marco Lazzaroni 19 · 71e Dean Budd 20 · 56e Giovanni Licata 21 · 71e Guglielmo Palazzani 22 · 56e Jayden Hayward 23 · Entraîneur · Franco Smith |

### Irlande - Écosse
(mt 10 - 6)
Homme du match : CJ Stander 
Points marqués :
Irlande :
- 1 essai de Sexton (11e)
- 1 transformations de Sexton (13e)
- 4 pénalités de Sexton (36e, 46e, 58e, 74e)

Écosse :
- 4 pénalités de Hastings (6e, 17e, 53e, 67e)

Évolution du score : 0-3, 7-3, 7-6, 10-6, mt, 13-6, 13-9, 16-9, 16-12, 19-12
Arbitre : Mathieu Raynal 
Résumé :
Pour ce premier match de la saison, l'Irlande reçoit l'Écosse à l'Aviva Stadium. L'Écosse frappe la première par une pénalité de Adam Hastings. Duel de 10 puisque Jonathan Sexton marque le premier essai irlandais de l'année, transforme, l'irlande mène 7-3. Les deux buteurs se rendent coup pour coup avec une pénalité de chaque côté. À la mi-temps l'Irlande mène 10-6. L'Écosse vend chèrement sa peau et reste au contact malgré la pénalité irlandaise à la 46e minute. Stuart Hogg marquera même un essai non accordé pour un en avant, malgré un beau mouvement collectif de son équipe. Finalement l'Écosse ne parviendra jamais à revenir mais arrache tout de même le point de bonus défensif, 19-12.
| Irlande · Titulaires · 15 Jordan Larmour · 14 Andrew Conway · 13 Garry Ringrose 41e · 12 Bundee Aki · 11 Jacob Stockdale · 10 Jonathan Sexton 11e 73e · 9 Conor Murray 61e · 8 Caelan Doris 5e · 7 Josh van der Flier · 6 CJ Stander · 5 James Ryan · 4 Iain Henderson 67e · 3 Tadhg Furlong 78e · 2 Rob Herring 73e · 1 Cian Healy 50e 51e 66e 78e · Remplaçants · 16 Rónan Kelleher 73e · 17 David Kilcoyne 50e 51e · 18 Andrew Porter 66e · 19 Devin Toner 67e · 20 Peter O'Mahony 5e · 21 John Cooney 61e · 22 Ross Byrne 73e · 23 Robbie Henshaw 41e · Entraîneur · Andy Farrell |  | Écosse · Titulaires · Stuart Hogg 15 · Sean Maitland 14 · 65e Huw Jones 13 · 73e Sam Johnson 12 · Blair Kinghorn 11 · Adam Hastings 10 · 65e Ali Price 9 · 73e Nick Haining (en) 8 · Hamish Watson 7 · Jamie Ritchie 6 · 65e Jonny Gray 5 · Scott Cummings 4 · 73e Zander Fagerson 3 · 47e 51e 57e Fraser Brown 2 · 65e Rory Sutherland 1 · Remplaçants · 47e 51e 57e Stuart McInally 16 · 65e Allan Dell 17 · 73e Simon Berghan 18 · 65e Ben Toolis 19 · 73e Cornell du Preez 20 · 65e George Horne 21 · 73e Rory Hutchinson 22 · 65e Chris Harris 23 · Entraîneur · Gregor Townsend |

### France - Angleterre
(mt 17-0)
Homme du match : Grégory Alldritt 
Points marqués :
France :
- 3 essais de Rattez (7e), Ollivon (21e, 56e)
- 3 transformations de Ntamack (8e, 22e, 57e)
- 1 pénalité de Ntamack (17e)

Angleterre :
- 2 essais de May (58e, 65e)
- 2 transformations de Farrell (59e, 66e)
- 1 pénalité de Farrell (80e)

Évolution du score : 7-0, 10-0, 17-0 mt, 24-0, 24-7, 24-14, 24-17
Arbitre : Nigel Owens 
Résumé :
Fabien Gathié commence son mandat à la tête du XV de France en alignant une équipe jeune et peu expérimentée. C'est Charles Ollivon (onze sélections) qui est nommé capitaine. Eddie Jones aligne du côté anglais une majorité de joueurs vice-champions du monde en novembre dernier.
Comme annoncé par les entraîneurs dans les jours précédant la rencontre, le match est rugueux et intense. C'est la France qui ouvre le score dès la septième minute de jeu après un retour intérieur de Ntamack pour Rattez, qui débute à la suite du forfait de Damian Penaud blessé la veille. Malgré une conquête en touche et une mêlée contrariées, ce sont les Bleus qui dominent ce début de rencontre, notamment grâce à une défense solide. La France inscrit son deuxième essai à la 21e minute après une incompréhension anglaise à la réception d'une chandelle de Dupont. Croyant à un en-avant, la défense anglaise laisse échapper Rattez qui transmet à son capitaine, 17-0 à la mi-temps. C'est la première fois depuis 42 ans que les Anglais rentrent fanny à la mi-temps d'un match du tournoi.
La deuxième mi-temps reprend comme avait terminé la première. À la 56e, sur une nouvelle touche cafouillée par les bleus, Dupont récupère le ballon et s'échappe côté fermé pour franchir la défense anglaise. Ollivon suit l'action et conclut sur une remise de son demi de mêlée. Auteur d'un 100% au pied, Ntamack transforme, 24-0. Piqués au vif, les Anglais repartent de l'avant et deux minutes plus tard, May aplatit le cuir dans l'en-but français. Revenus à dix points à la suite d'un nouvel essai de May, les Anglais prennent d'assaut la ligne d'en-but, enchaînant les temps de jeu. La défense française est mise à mal mais tient fermement. Il faut un sauvetage de Bouthier dans son en-but pour empêcher Kruis d'inscrire un essai. À la fin de la rencontre, les Anglais décident de prendre les points afin de s'offrir un bonus défensif. Score final 24 à 17.
À la suite de la rencontre une des actions particulièrement mises en avant est celle de l'arrière français Anthony Bouthier qui à la 26e minute dégage le ballon à 5 mètres de son propre en-but. Il trouve une touche à moins de 10 mètres de l'en-but anglais pour un coup de pied de quasiment 90 mètres. Cet exploit sera notamment salué par la presse anglo-saxonne,,, le Telegraph parlant notamment du « meilleur coup de pied de dégagement de l'histoire du 6 nations ».
| France · Titulaires · 15 Anthony Bouthier · 14 Teddy Thomas · 13 Virimi Vakatawa 80e · 12 Gaël Fickou · 11 Vincent Rattez 7e · 10 Romain Ntamack 77e · 9 Antoine Dupont · 8 Grégory Alldritt · 7 Charles Ollivon 21e 56e · 6 François Cros 57e · 5 Paul Willemse 57e · 4 Bernard Le Roux · 3 Mohamed Haouas 49e · 2 Julien Marchand 67e · 1 Cyril Baille 49e · Remplaçants · 16 Peato Mauvaka 67e · 17 Jefferson Poirot 49e · 18 Demba Bamba 49e · 19 Boris Palu 57e · 20 Cameron Woki 57e · 21 Baptiste Serin · 22 Matthieu Jalibert 77e · 23 Arthur Vincent 80e · Entraîneur · Fabien Galthié |  | Angleterre · Titulaires · George Furbank 15 · 58e 65e Jonny May 14 · 16e Manu Tuilagi 13 · Owen Farrell 12 · Elliot Daly 11 · 76e George Ford 10 · 52e Ben Youngs 9 · Tom Curry 8 · Sam Underhill 7 · 55e Courtney Lawes 6 · 56e Charlie Ewels 5 · Maro Itoje 4 · 73e Kyle Sinckler 3 · 49e Jamie George 2 · 52e Joe Marler 1 · Remplaçants · 49e Luke Cowan-Dickie 16 · 52e Ellis Genge 17 · 73e Will Stuart 18 · 56e George Kruis 19 · 55e Lewis Ludlam 20 · 62e Willi Heinz 21 · 76e Ollie Devoto 22 · 16e Jonathan Joseph 23 · Entraîneur · Eddie Jones |

## Deuxième journée

### Irlande - Galles
(mt 12 - 7)
Homme du match : CJ Stander 
Points marqués :
Irlande :
- 4 essais de Larmour (21e), Furlong (33e), van der Flier (46e), Conway (77e)
- 2 transformations de Sexton (34e, 46e)

Galles :
- 2 essais de Williams (29e), Tipuric (80e)
- 2 transformations de Biggar (30e), Halfpenny (80e)

Évolution du score : 5-0, 5-7, 12-7, mt, 19-7, 24-7, 24-14
Arbitre : Romain Poite 
Résumé :
Choc de la deuxième journée du Six Nations 2020, l'Irlande victorieuse de l'Écosse reçoit le Pays de Galles, tenant du titre et sortant d'une démonstration face à l'Italie lors de la première journée. Cette confrontation oppose donc deux des trois prétendants au grand chelem avec la France.
Le début de match est cadenassé, et aucune des deux équipes ne parvient à inscrire le moindre point jusqu'à la 19e minute où après une série de jeu au près, Jordan Larmour perce le rideau défensif gallois et aplatit. L'essai ne sera pas transformé et l'Irlande mène alors 5-0. Les gallois réagissent cinq minutes plus tard, et à la suite d'un beau mouvement orchestré par une superbe passe après contact du capitaine Alun-Wyn Jones, le demi de mêlée Tomos Williams marque le premier essai de son équipe. Transformé, le Pays de Galles reprend le score 5-7. Mais l'Irlande rend coup pour coups aux gallois et marque un deuxième essai en force, à peine 4 minutes après le premier essai gallois. Inscrit par Tadhg Furlong et transformé par Jonathan Sexton, l'Irlande mène à la mi-temps 12-7.
Le début de seconde période est totalement à l'avantage des Irlandais, qui après une touche trouvée à 5 mètres de l’en-but gallois, enclenche un groupé pénétrant qui franchit la ligne et permet à Josh Van Der Flier de marquer le troisième essai de son équipe. Transformé par Jonathan Sexton, il permet aux irlandais de mener 19-7. Le Pays de Galles était tout près de revenir au score à la 55e minute, mais Hadleigh Parkes ne contrôlant pas le ballon avant d’aplatir, annihile l'action galloise et permet aux Irlandais de conserver 12 points d'avance. Le score n'évolue plus jusqu'à la fin du match, où sur une nouvelle action Irlandaise Andrew Conway profite d'un bon surnombre côté droit pour aplatir en coin. L'essai ne sera pas transformé, mais le contrat est plus que rempli pour le XV irlandais qui s'impose contre les gallois avec le point de bonus offensif. Le Pays de Galles va toutefois inscrire un ultime essai dans le temps additionnel, profitant d'un carton jaune contre les irlandais, une mêlée spontanée permet à Justin Tipuric de marquer un deuxième essai gallois. Avec la transformation, les gallois s'inclinent finalement 24-14. L'Irlande prend ainsi provisoirement la première place du groupe et continue de croire à un grand chelem.
| Irlande · Titulaires · 15 Jordan Larmour 21e · 14 Andrew Conway 77e · 13 Robbie Henshaw 45e · 12 Bundee Aki · 11 Jacob Stockdale · 10 Jonathan Sexton 71e · 9 Conor Murray 73e · 8 CJ Stander 80e à 80e · 7 Josh van der Flier · 6 Peter O'Mahony 71e · 5 James Ryan · 4 Iain Henderson 67e · 3 Tadhg Furlong 33e 67e · 2 Rob Herring 67e · 1 Cian Healy 51e · Remplaçants · 16 Rónan Kelleher 67e · 17 David Kilcoyne 51e · 18 Andrew Porter 67e · 19 Devin Toner 67e · 20 Max Deegan 71e · 21 John Cooney 73e · 22 Ross Byrne 71e · 23 Keith Earls 45e · Entraîneur · Andy Farrell |  | Pays de Galles · Titulaires · Leigh Halfpenny 15 · George North 14 · Nick Tompkins 13 · Hadleigh Parkes 12 · 25e Josh Adams 11 · 45e Dan Biggar 10 · 29e 49e Tomos Williams 9 · Taulupe Faletau 8 · 80e Justin Tipuric 7 · Aaron Wainwright 6 · Alun-Wyn Jones 5 · 71e Jake Ball 4 · 67e Dillon Lewis 3 · 74e Ken Owens 2 · 64e Wyn Jones 1 · Remplaçants · 74e Ryan Elias 16 · 64e Rhys Carré 17 · 67e Leon Brown 18 · 71e Adam Beard 19 · 49e Ross Moriarty 20 · 49e Gareth Davies 21 · 45e Owen Williams 22 · 25e Johnny McNicholl 23 · Entraîneur · Wayne Pivac |

### Écosse - Angleterre
(mt 0 - 3)
Homme du match : Sam Underhill 
Points marqués :
Angleterre :
- 1 essai de Genge (71e)
- 1 transformation de Farrell (72e)
- 2 pénalités de Farrell (13e, 78e)

Écosse :
- 2 pénalités de Hastings (47e, 80e)

Évolution du score : 0-3, mt, 3-3, 3-10, 3-13, 6-13
Arbitre : Pascal Gaüzère 
Résumé :
Sous une pluie battante et contre un vent très violent, l'Écosse reçoit l'Angleterre. Deux nations ayant perdu leur premier match, respectivement contre l'Irlande et contre la France.
Dans un match très fermé où les conditions climatiques ne permettent pas de développer un beau jeu, c'est l'Angleterre qui ouvre le score peu avant le quart d'heure de jeu par la botte d'Owen Farrell. Chose assez rare pour le dire, le score à la mi-temps sera de 0-3 en faveur des anglais. Le début de seconde période est à l'avantage des écossais, et sur une pénalité d'Adam Hastings, le pays hôte égalise. Il faudra attendre la soixante-neuvième minute pour voir le premier essai du match, inscrit par le pilier gauche Ellis Genge, rentré en début de seconde période à la place de Mako Vunipola. l'Angleterre prend alors une option pour la victoire avec la transformation réussie d'Owen Farrell 3-10. Une pénalité de plus côté anglais permet au XV de la Rose d'assurer un succès, mais les écossais marquent un dernière pénalité et assurent ainsi le point de bonus défensif : 6-13.
L'Écosse enchaîne avec une deuxième défaite, en obtenant cependant un deuxième point de bonus défensif, tandis que l'Angleterre se relance dans le tournoi.
| Écosse · Titulaires · 15 Stuart Hogg · 14 Sean Maitland · 13 Huw Jones 56e · 12 Sam Johnson · 11 Blair Kinghorn · 10 Adam Hastings · 9 Ali Price · 8 Magnus Bradbury 75e · 7 Hamish Watson · 6 Jamie Ritchie · 5 Jonny Gray · 4 Scott Cummings 56e · 3 Zander Fagerson 60e · 2 Fraser Brown 52e · 1 Rory Sutherland 60e · Remplaçants · 16 Stuart McInally 52e · 17 Allan Dell 60e · 18 Simon Berghan 60e · 19 Ben Toolis 56e · 20 Nick Haining (en) 75e · 21 George Horne · 22 Rory Hutchinson · 23 Chris Harris 56e · Entraîneur · Gregor Townsend |  | Angleterre · Titulaires · George Furbank 15 · Jonny May 14 · Jonathan Joseph 13 · Owen Farrell 12 · Elliot Daly 11 · George Ford 10 · 59e Willi Heinz 9 · Tom Curry 8 · 66e Sam Underhill 7 · 52e Lewis Ludlam 6 · 71e George Kruis 5 · Maro Itoje 4 · Kyle Sinckler 3 · Jamie George 2 · 57e Mako Vunipola 1 · Remplaçants · Tom Dunn 16 · 57e 71e Ellis Genge 17 · Will Stuart 18 · 71e Joe Launchbury 19 · 52e Courtney Lawes 20 · 66e Ben Earl 21 · 59e Ben Youngs 22 · Ollie Devoto 23 · Entraîneur · Eddie Jones |

### France - Italie
(mt 23 - 10)
Homme du match : Grégory Alldritt 
Points marqués :
France :
- 5 essais de Thomas (8e), Ollivon (19e), Alldritt (40e), Ntamack (60e), Serin (75e)
- 2 transformations de Ntamack (40e), Jalibert (76e)
- 2 pénalités de Ntamack (4e, 33e)

Italie :
- 3 essais de Minozzi (25e), Zani (66e), Bellini (80e)
- 2 transformations de Allan (27e, 67e)
- 1 pénalité de Allan (30e)

Évolution du score : 3-0, 8-0, 13-0, 13-7, 13-10, 16-10, 23-10, mt, 28-10, 28-17, 35-17, 35-22
Arbitre : Andrew Brace 
Résumé :
Le XV de France accueille l'Italie après sa victoire contre l'Angleterre et peut rester dans la course au grand chelem en cas de succès. L'Italie quant à elle cherche à briser la terrible série de 23 défaites consécutives dans le tournoi et donc éviter une 24e défaite d'affilée.
Le match débute et est clairement à l'avantage des Bleus avec une première pénalité de Romain Ntamack. L'ouvreur français s'illustre de nouveau 4 minutes plus tard sur une passe au pied rasante qui trouve dans la course Teddy Thomas qui marque le premier essai du match. L'essai ne sera pas transformé, et la France mène alors 8-0. Moins de 10 minutes plus tard, le capitaine français Charles Olivon inscrit son troisième essai du tournoi, après que son ouvreur Ntamack a franchi le rideau italien. Stoppé à un petit mètre de l'embut, le troisième ligne s'empare du ballon et se couche sur la ligne. La tentative de transformation qui échoue sur la barre transversale ne permet pas aux Français de comptabiliser deux points de plus. À la vingtième minute de jeu, la France mène 13-0.
La Squadra Azzura réagit rapidement, l'ouvreur Tomaso Allan s'extirpe d'un plaquage en toupie et sert Jayden Hayward qui joue un parfait deux contre un et place Mateo Minozzi sur orbite. L'Italie marque son premier essai et le transforme, 13-7. À la demi-heure de jeu les Italiens profitent d'une des rares fautes françaises et marquent une pénalité pour revenir à trois longueurs de l'équipe de France, 13-10. À peine trois minutes plus tard, Ntamack redonne six points d'avance à son équipe. Juste avant la mi-temps, la France reprend le large : Antoine Dupont à la suite d'une succession de mouvements au près, propulse le cuir d'une belle sautée sur son comparse gersois Gregory Aldritt, qui aplatit en bout de ligne. Les deux joueurs, auteurs de très belles performances durant ce match, permettent au XV de France avec la transformation d'Ntamack de mener 23-10 à la mi-temps.
Le score n'évolue plus jusqu'à l'heure de jeu, lorsqu'un groupé pénétrant emporte la défense transalpine. Un surnombre au large permet à Ntamack de slalomer dans la défense italienne et d'offrir le point de bonus offensif au XV de France qui marque alors son 4e essai. L'essai ne sera pas transformé, l'ouvreur bien qu'ayant marqué un très bel essai, signe un jeu au pied plutôt décevant (3/7), et ne permet pas à la France de prendre un réel large face à son adversaire 28-10. D'autant que six minutes plus tard l'Italie obtient une touche à 5 mètres de l'embut français. En fond d'alignement, la Squadra Azzura enclenche un ballon porté donnant lieu à une succession de Pick and Go. L’Italie avance petit à petit et parvient à aplatir le ballon à la base du poteau, L'essai est transformé et l'Italie n'est alors plus menée que de 11 points, 28-17. Durant les minutes qui suivent l'Italie montre un visage séduisant, parvenant à dominer le XV de France selon les secteurs et ne permet pas à son adversaire de se mettre définitivement à l'abri. C'est finalement un exploit personnel de Baptiste Serin à la 75e minute, fraîchement entré en jeu, qui permet au XV de France de valider définitivement un succès large mais mitigé. Profitant d'une pénalité jouée rapidement, le demi de mélée français s'infiltre dans la défense et crochète Palazanni. Prolongeant au pied pour lui-même, il marque un essai en solitaire prenant de vitesse le dernier défenseur Hayward. Mathieu Jalibert, lui aussi entré en jeu peu de temps avant, transforme l'essai et permet à la France de mener 35-17. L'Italie marquera un dernier essai en toute fin de match sur une belle action collective : Giovanni Licata, reprenant intérieur, offre le ballon d'une belle chistera, à son ailier Mattia Bellini, qui rejoue immédiatement intérieur avec son arrière Hayward et profite d'une brèche laissée par les français. Prenant de vitesse le pilier Demba Bamba, il tente un cadrage débordement sur Anthony Bouthier qui plaque. Mais l'arrière italien parvient à passer après contact pour Bellini qui avait suivi l'action sur son aile. L'essai n'est pas transformé et le match se termine sur le score de 35-22.
La France s'impose en marquant cinq essais mais affiche un bilan mitigé en ayant encaissé trois essais contre une modeste équipe italienne, qui signe toutefois une belle seconde période. C'est là néanmoins une 24e défaite d'affilée dans le tournoi pour les italiens, dont la dernière victoire remonte au 28 février 2015 face à l'Écosse. La France elle reste l'une des deux seules nations en course pour le Grand Chelem, et s'empare de la première place du classement à égalité avec l'Irlande. Elle se déplacera lors de la troisième journée à Cardiff pour y affronter le Pays de Galles, tandis que les Italiens tenteront de briser leur triste série en recevant l'Écosse à Rome.
| France · Titulaires · 15 Anthony Bouthier · 14 Teddy Thomas 8e · 13 Arthur Vincent · 12 Gaël Fickou · 11 Vincent Rattez 77e · 10 Romain Ntamack 60e 70e 77e · 9 Antoine Dupont 72e · 8 Grégory Alldritt 40e · 7 Charles Ollivon 19e · 6 François Cros 61e · 5 Paul Willemse 44e · 4 Bernard Le Roux 70e · 3 Mohamed Haouas 58e · 2 Julien Marchand 61e · 1 Cyril Baille 58e · Remplaçants · 16 Peato Mauvaka 61e · 17 Jefferson Poirot 58e · 18 Demba Bamba 58e · 19 Romain Taofifenua 44e · 20 Boris Palu 70e · 21 Cameron Woki 61e · 22 Baptiste Serin 72e 75e · 23 Matthieu Jalibert 70e · Entraîneur · Fabien Galthié |  | Italie · Titulaires · Jayden Hayward 15 · 80e Mattia Bellini 14 · Luca Morisi 13 · Carlo Canna 12 · 25e Matteo Minozzi 11 · 75e Tommaso Allan 10 · 61e Callum Braley 9 · Braam Steyn 8 · 61e Sebastian Negri 7 · 52e Jake Polledri 6 · Niccolò Cannone 5 · 77e Alessandro Zanni 4 · 52e Giosuè Zilocchi 3 · 61e Luca Bigi 2 · 75e Andrea Lovotti 1 · Remplaçants · 61e 66e Federico Zani 16 · 52e Danilo Fischetti 17 · 52e Marco Riccioni 18 · 61e Dean Budd 19 · 77e Federico Ruzza 20 · 52e Giovanni Licata 21 · 61e Guglielmo Palazzani 22 · 75e Giulio Bisegni 23 · Entraîneur · Franco Smith |

## Troisième journée

### Italie - Écosse
(mt 0 - 5)
Homme du match : Hamish Watson 
Points marqués :
Écosse :
- 3 essais de Hogg (24e), Harris (48e), Hastings (79e)
- 1 transformation de Hastings (80e)

Évolution du score : 0-5, mt, 0-10, 0-17
Arbitre : Ben O'Keeffe 
Résumé :
| Italie · Titulaires · 15 Jayden Hayward · 14 Mattia Bellini 74e 80e · 13 Luca Morisi · 12 Carlo Canna · 11 Matteo Minozzi 80e · 10 Tommaso Allan 74e 80e · 9 Callum Braley 59e · 8 Braam Steyn · 7 Sebastian Negri 44e · 6 Jake Polledri · 5 Niccolò Cannone 68e · 4 Alessandro Zanni 44e · 3 Giosuè Zilocchi 31e 54e · 2 Luca Bigi 60e 74e 80e · 1 Andrea Lovotti 59e · Remplaçants · 16 Federico Zani 60e 70e à 80e · 17 Danilo Fischetti 59e · 18 Marco Riccioni 31e 54e · 19 Marco Lazzaroni 68e · 20 Dean Budd 44e · 21 Giovanni Licata 44e · 22 Guglielmo Palazzani 59e · 23 Giulio Bisegni 74e · Entraîneur · Franco Smith |  | Écosse · Titulaires · 24e Stuart Hogg 15 · 68e Sean Maitland 14 · 48e 60e Chris Harris 13 · Sam Johnson 12 · Blair Kinghorn 11 · 79e Adam Hastings 10 · 55e Ali Price 9 · 55e Magnus Bradbury 8 · Hamish Watson 7 · Jamie Ritchie 6 · 68e Scott Cummings 5 · Ben Toolis 4 · 55e Zander Fagerson 3 · 60e Stuart McInally 2 · 55e Rory Sutherland 1 · Remplaçants · 60e Fraser Brown 16 · 55e Allan Dell 17 · 55e WP Nel 18 · 68e Grant Gilchrist 19 · 55e Matt Fagerson 20 · 55e George Horne 21 · 60e Rory Hutchinson 22 · 68e Byron McGuigan (en) 23 · Entraîneur · Gregor Townsend |

### Galles - France
(mt 9 - 17)
Homme du match : Romain Ntamack 
Points marqués :
Galles :
- 2 essais de Lewis (49e), Biggar (76e)
- 2 transformations de Biggar (50e, 76e)
- 3 pénalités de Biggar (5e, 27e, 36e)

France :
- 3 essais de Bouthier (8e), Willemse (31e), Ntamack (53e)
- 3 transformations de Ntamack (9e, 32e, 54e)
- 2 pénalités de Ntamack (20e, 64e)

Évolution du score : 3-0, 3-7, 3-10, 6-10, 6-17, 9-17, mt, 16-17, 16-24, 16-27, 23-27
Arbitre : Matthew Carley 
Juges de touche : Wayne Barnes  ; Karl Dickson 
Arbitre vidéo : Graham Hughes 
Résumé :
Réalisant un début de Tournoi enthousiasmant, la France se déplace à Cardiff pour défier le XV du Poireau, six mois après une élimination par ces mêmes Gallois lors de la Coupe du monde. Invaincus à domicile face aux Bleus sur la dernière décennie, les Gallois vont tenter de se reprendre après leur échec à Dublin.
Promise à l'enfer dans l'antre gallois, l'inexpérimentée équipe de France parvient à s'imposer avec un écart de 4 points, laissant le bonus défensif aux Gallois ; combiné à la défaite irlandaise à Londres, elle poursuit seule sa course vers le Grand Chelem.
Après une ouverture du score pour les locaux sur pénalité, c'est la France qui inscrit le premier essai de la partie par l'intermédiaire de son arrière. Teddy Thomas parvient à rabattre une chandelle croisée par son ouvreur dans les bras d'Anthony Bouthier présent en second rideau qui s'en va aplatir le cuir, seul et sans opposition, derrière les poteaux. Auteur d'un sans faute face aux perches, Ntamack met 3 points supplémentaires, vite comblés par son vis-à-vis Biggar. Les Bleus atterrissent une seconde fois en terre promise par l'intermédiaire de Paul Willemse qui profite d'une touche à 5 mètres de la ligne galloise. Une feinte de ballon porté est organisée, permettant de lancer Willemse petit côté, qui renverse le dernier défenseur et aplatit. La fin de la première mi-temps est à l'avantage du pays de Galles, insistant sur l'en-but français et sur une mêlée en difficulté. L'arbitre est contraint d'exclure temporairement Alldritt pour fautes répétées. Mais sur l'action suivante, la mêlée française résiste et les Bleus parviennent à récupérer le cuir et à le sortir des limites du terrain, entrainant la fin de la première partie du match. La marque est de 17 à 9 pour les visiteurs.
Au retour des vestiaires, les Gallois reviennent tambour battant et inscrivent un essai rapidement par l'intermédiaire de leur pilier droit Lewis. Les celtes insistent et sur un décalage trouvé grand côté se font intercepter par l'ouvreur français, 24 à 16 en faveur de l'équipe de France. Ntamack ajoute 3 points dix minutes plus tard. La fin de match approchant, les Gallois parviennent à revenir dans la partie avec un essai de Biggar, à cinq minutes de la fin. Sur la dernière action du match, le XV du Poireau parvient à trouver la faille à franchir sur plusieurs dizaines de mètres la défense française. Mais un dernier grattage de Camille Chat permet aux Bleus de précipiter la fin de la rencontre, sur un score de 27 à 23.
La fin de match est particulièrement tendue entre les deux équipes mais se conclut sans débordements excessifs. Romain Ntamack, auteur de 17 points et d'un 100% au pied est élu homme du match.
| Pays de Galles · Titulaires · 15 Leigh Halfpenny · 14 George North 11e · 13 Nick Tompkins · 12 Hadleigh Parkes · 11 Josh Adams 70e · 10 Dan Biggar 76e · 9 Gareth Davies 56e · 8 Taulupe Faletau 65e · 7 Justin Tipuric · 6 Ross Moriarty · 5 Alun-Wyn Jones · 4 Jake Ball 66e · 3 Dillon Lewis 49e 70e · 2 Ken Owens 73e · 1 Wyn Jones 59e · Remplaçants · 16 Ryan Elias 73e · 17 Rob Evans 59e · 18 Leon Brown 70e · 19 Will Rowlands 66e · 20 Aaron Wainwright 65e · 21 Tomos Williams 56e · 22 Jarrod Evans 70e · 23 Johnny McNicholl 11e · Entraîneur · Wayne Pivac |  | France · Titulaires · 8e Anthony Bouthier 15 · 66e Teddy Thomas 14 · Virimi Vakatawa 13 · Arthur Vincent 12 · Gaël Fickou 11 · 53e 74e Romain Ntamack 10 · 74e Antoine Dupont 9 · 40e à 46e Grégory Alldritt 8 · Charles Ollivon 7 · 69e François Cros 6 · 31e Paul Willemse 5 · 65e Bernard Le Roux 4 · 69e à 79e 79e Mohamed Haouas 3 · 56e Julien Marchand 2 · 41e Cyril Baille 1 · Remplaçants · 56e Camille Chat 16 · 41e Jean-Baptiste Gros 17 · 69e Demba Bamba 18 · 65e Romain Taofifenua 19 · 79e Dylan Cretin 20 · 75e Baptiste Serin 21 · 66e Matthieu Jalibert 22 · 75e Thomas Ramos 23 · Entraîneur · Fabien Galthié |

### Angleterre - Irlande
(mt 17 - 0)
Homme du match : Courtney Lawes 
Points marqués :
Angleterre :
- 3 essais de Ford (9e), Daly (26e), Cowan-Dickie (63e)
- 3 transformations de Farrell (10e, 26e, 65e)
- 1 pénalité de Farrell (40e

Irlande :
- 2 essais de Henshaw (51e), Andrew Porter (80e)
- 1 transformation de Conney (80e)

Évolution du score : 7-0, 14-0; 17-0, mt, 17-5, 24-5, 24-12
Arbitre : Jaco Peyper 
Résumé :
Invaincue depuis le début du tournoi, l'Irlande se déplace à Londres pour y affronter un XV de la Rose timoré en ce début de tournoi.
Vainqueur avec une marge de 12 points, l'Angleterre domine les débats face à une équipe d'Irlande hésitante, à l'image de sa charnière Murray-Sexton.
Ce sont les locaux qui ouvrent le score rapide. À la suite d'un jeu au pied anglais, Ford profite d'un cafouillage de Sexton dans son en-but pour inscrire le premier essai de la rencontre. Facilement transformé, l'Irlande loupe l'occasion de revenir dans le match à la suite d'un échec surprenant de Sexton face aux perches. Dix minutes plus tard, l'Angleterre creuse l'écart par l'intermédiaire de Daly. À la suite d'une touche à 5 mètres de la ligne irlandaise, les Anglais enchaîne les temps de jeux, poussant le XV du Trèfle à la faute. Sur avantage, Ford joue au pied et Daly profite d'une hésitation de Stockdale pour aplatir le second essai anglais. L'écart se creuse avant la mi-temps à la suite d'une pénalité de Farrell, 17-0.
L'Irlande revient avec détermination des vestiaires et ne tarde pas à revenir au score. À la suite d'une mêlée axiale dans les 5 mètres anglais, les avants pilonnent la ligne avant que le ballon ne sorte pour Henshaw qui s'allonge dans l'en-but. La transformation ne passera pas, 17-5 en faveur de la Rose. Les Anglais répliquent 10 minutes plus tard par l'intermédiaire de Cowan-Dickie qui conclut un ballon porté. Ne parvenant pas à inscrire un quatrième essai, l'Angleterre encaisse un second essai dans le temps additionnel, Porter conclut un pilonnage de la ligne anglaise.
| Angleterre · Titulaires · 15 Elliot Daly 26e · 14 Jonny May · 13 Manu Tuilagi 74e · 12 Owen Farrell · 11 Jonathan Joseph · 10 George Ford 9e · 9 Ben Youngs 58e · 8 Tom Curry 66e · 7 Sam Underhill · 6 Courtney Lawes 58e · 5 George Kruis 60e · 4 Maro Itoje · 3 Kyle Sinckler 69e · 2 Jamie George 52e · 1 Joe Marler 58e · Remplaçants · 16 Luke Cowan-Dickie 52e 63e · 17 Ellis Genge 58e · 18 Will Stuart 69e · 19 Joe Launchbury 60e · 20 Charlie Ewels 58e · 21 Ben Earl 66e · 22 Willi Heinz 58e · 23 Henry Slade 74e · Entraîneur · Eddie Jones |  | Irlande · Titulaires · 64e Jordan Larmour 15 · 66e Andrew Conway 14 · 51e Robbie Henshaw 13 · Bundee Aki 12 · Jacob Stockdale 11 · Jonathan Sexton 10 · 55e Conor Murray 9 · CJ Stander 8 · 60e Josh van der Flier 7 · Peter O'Mahony 6 · James Ryan 5 · 60e Devin Toner 4 · 58e Tadhg Furlong 3 · 60e Rob Herring 2 · 26e Cian Healy 1 · Remplaçants · 60e Rónan Kelleher 16 · 26e Dave Kilcoyne 17 · 58e 80e Andrew Porter 18 · 60e Ultan Dillane 19 · 60e Caelan Doris 20 · 55e John Cooney 21 · 66e Ross Byrne 22 · 64e Keith Earls 23 · Entraîneur · Andy Farrell |

## Quatrième journée

### Irlande - Italie
Le match est reporté au 24 octobre 2020 en raison de l'épidémie de Covid-19.
(mt 24 - 3)
Homme du match : Will Connors 
Points marqués :
Irlande :
- 7 essais de Stander (9e), Keenan (31e, 37e), Connors (62e), Sexton (66e), Aki (70e), Heffernan (80e)
- 6 transformations de Sexton (10e, 32e, 39e, 64e, 72e), Byrne (80e)
- 1 pénalité de Sexton (14e)

Italie :
- 2 essais de Padovani (56e), Garbisi (80e)
- 2 transformations de Garbisi (57e, 80e)
- 1 pénalité de Garbisi (4e)

Évolution du score : 0-3, 7-3, 10-3, 17-3, 24-3, mt, 24-10, 31-10, 36-10, 43-10, 50-10, 50-17
Arbitre : Matthew Carley 
Résumé :
| Irlande · Titulaires · 15 Jacob Stockdale · 14 Andrew Conway · 13 Garry Ringrose 27e · 12 Bundee Aki 70e · 11 Hugo Keenan 31e 37e · 10 Jonathan Sexton 66e 71e · 9 Conor Murray 3e à 14e 67e · 8 CJ Stander 9e · 7 Will Connors 62e · 6 Caelan Doris 67e · 5 James Ryan 63e · 4 Tadhg Beirne · 3 Andrew Porter 63e · 2 Rob Herring 51e · 1 Cian Healy 56e · Remplaçants · 16 Dave Heffernan 51e 80e · 17 Ed Byrne 56e · 18 Finlay Bealham 63e · 19 Ultan Dillane 63e · 20 Peter O'Mahony 67e · 21 Jamison Gibson-Park 67e · 22 Ross Byrne 71e · 23 Robbie Henshaw 27e · Entraîneur · Andy Farrell |  | Italie · Titulaires · Jayden Hayward 15 · 56e Edoardo Padovani 14 · 54e Luca Morisi 13 · Carlo Canna 12 · Mattia Bellini 11 · 80e Paolo Garbisi 10 · 72e Marcello Violi 9 · Jake Polledri 8 · Braam Steyn 7 · 67e Sebastian Negri 6 · 47e Niccolò Cannone 5 · 63e Marco Lazzaroni 4 · 47e Giosuè Zilocchi 3 · 47e Luca Bigi 2 · 47e Danilo Fischetti 1 · Remplaçants · 47e Gianmarco Lucchesi 16 · 47e Simone Ferrari 17 · 47e Pietro Ceccarelli 18 · 47e David Sisi 19 · 63e Johan Meyer 20 · 67e Maxime Mbanda 21 · 72e Callum Braley 22 · 54e Federico Mori 23 · Entraîneur · Franco Smith |

### Angleterre - Galles
(mt 20 - 9)
Homme du match : Ben Youngs 
Points marqués :
Angleterre :
- 3 essais de Watson (5e), Daly (33e), Tuilagi (62e)
- 3 transformations de Farrell (7e, 35e, 63e)
- 4 pénalités de Farrell (17e, 40e, 46e), Ford (53e)

Galles :
- 3 essais de Tipuric (42e, 80e), Biggar (79e)
- 3 transformations de Biggar (43e, 79e, 80e)
- 3 pénalités de Halfpenny (10e, 22e), Biggar (40e)

Évolution du score : 7-0, 7-3, 10-3, 10-6, 17-6, 20-6, 20-9 mt, 20-16, 23-16, 26-16, 33-16, 33-23, 33-30
Arbitre : Ben O'Keeffe 
Résumé :
| Angleterre · Titulaires · 15 Elliot Daly 33e · 14 Anthony Watson 5e · 13 Manu Tuilagi 62e 75e · 12 George Ford · 11 Jonny May 8e · 10 Owen Farrell · 9 Ben Youngs 70e · 8 Tom Curry · 7 Mark Wilson 76e · 6 Courtney Lawes 66e · 5 George Kruis 58e · 4 Maro Itoje · 3 Kyle Sinckler 77e · 2 Jamie George 58e · 1 Joe Marler 66e 76e · Remplaçants · 16 Luke Cowan-Dickie 58e · 17 Ellis Genge 66e 73e à 80e · 18 Will Stuart 77e · 19 Joe Launchbury 58e · 20 Charlie Ewels 66e 76e · 21 Ben Earl 76e · 22 Willi Heinz 70e · 23 Henry Slade 8e · Entraîneur · Eddie Jones |  | Pays de Galles · Titulaires · Leigh Halfpenny 15 · George North 14 · Nick Tompkins 13 · Hadleigh Parkes 12 · 66e Liam Williams 11 · 79e Dan Biggar 10 · 46e Tomos Williams 9 · Josh Navidi 8 · 42e 80e Justin Tipuric 7 · 58e Ross Moriarty 6 · Alun-Wyn Jones 5 · 58e Jake Ball 4 · 41e Dillon Lewis 3 · 75e Ken Owens 2 · 58e Rob Evans 1 · Remplaçants · 75e Ryan Elias 16 · 58e Rhys Carré 17 · 41e Leon Brown 18 · 58e Aaron Shingler 19 · 58e Taulupe Faletau 20 · 46e Rhys Webb 21 · Jarrod Evans 22 · 66e Johnny McNicholl 23 · Entraîneur · Wayne Pivac |

### Écosse - France
(mt 14 - 7)
Homme du match : Jamie Ritchie 
Points marqués :
Écosse :
- 3 essais de Maitland (40e, 45e), McInally (64e)
- 2 transformations de Hastings (46e, 66e)
- 3 pénalités de Hastings (11e, 19e, 37e)

France :
- 2 essais de Penaud (33e), Ollivon (76e)
- 2 Transformations de Jalibert (34e, 76e)
- 1 pénalité de Jalibert (61e)

Évolution du score : 3-0, 6-0, 6-7, 9-7, 14-7, mt, 21-7, 21-10, 28-10, 28-17
Arbitre : Paul Williams 
Résumé :
Après un début de tournoi efficace avec trois victoires, dont une à Cardiff, le XV de France produit son plus mauvais match. Avec cette défaite, elle perd toute possibilité de Grand Chelem.
Le début de match de l'équipe de France est laborieux, subissant & enchainant les fautes. François Cros sera pénalisé d'un carton jaune à la 5e minute de jeu et délaissera temporairement ses partenaires à la suite d'un plaquage dangereux sur Grant Gilchrist. À la 7e minute de jeu, Romain Ntamack manque la réception d'une chandelle écossaise, subit un contact au visage et doit être sorti sur protocole commotion. Il sera remplacé par Mathieu Jalibert. Adam Hastings marque une pénalité à la onzième minute, 3 - 0. Les duels à la mêlée s'enchainent et montrent une équipe d'Ecosse entreprenante grâce aux pénalités concédés par l'équipe de France, 6 - 0. Le jeu se poursuit mais reste laborieux pour chaque équipe, concédant des fautes & faisant face à des défenses âpres. La 32e minute voit l'accélération de jeu du XV français à la suite d'une touche et un lancement de Jalibert et de Fickou, qui finira sur un jeu au pied de Dupont dirigé vers Damien Penaud qui marque le premier essai du match pour les Tricolores, 6 - 7. Le jeu se poursuit mais à la 36e minute, une échauffourée se produit entre Nick Haining & Mohamed Haouas qui culmine en un coup de poing initié par le joueur français sur Jamie Ritchie. Haouas écope logiquement du carton rouge. Désavantagé numériquement du côté tricolore, la fin de la 1re mi-temps se conclut par un essai en bout de ligne de Sean Maitland et le score à l'avantage des écossais, 14-7.
La seconde période commence tambours battant pour les tricolores mais qui manquent le coche en concédant des fautes & le ballon aux écossais. Une possession écossaise que conclura Maitland à la course à la 44e minute, transformé par Hastings, 21 - 7. Les français gardent la tête haute et continuent leurs offensives mais restent stoppés par leurs fautes, concédant le ballon à l'adversaire. Après un bon temps fort des français à la 59e minute, Jalibert conclut l'échange avec une pénalité, 21 - 10. Le jeu se poursuit, Virimi Vakatawa perds le ballon face aux relances défensives écossaises qui arrivent à garder l'avantage sur le terrain. La suite se prolonge par une touche écossaise contré par Dylan Cretin mais dont le ballon retombe dans les mains de Stuart McInally qui cavale à la conclusion dans les buts tricolores. L'essai est transformé par Hastings, 28 - 10. Les duels en touches et dans les airs se poursuivent mais restent à l'avantage des écossais percutants & gardant la main mise sur le ballon. Les français cependant n'abdiquent pas et font la différence avec une relance de Thomas Ramos qui verra Charles Ollivon marquer à la 75e minute, transformé par Jalibert, 28 - 17.
La fin de match reste difficile pour les Bleus, dominé sur les contre rucks & perdant consécutivement le ballon. En toute dernière minute de jeu, à la suite d'une mêlée à l'avantage des Écossais, Blair Kinghorn fait une frayeur au quinze tricolore à la suite d'une course mais qui terminera hors du terrain.
| Écosse · Titulaires · 15 Stuart Hogg · 14 Sean Maitland 40e 45e 67e · 13 Chris Harris · 12 Sam Johnson 79e · 11 Blair Kinghorn · 10 Adam Hastings · 9 Ali Price 59e · 8 Nick Haining 59e · 7 Hamish Watson · 6 Jamie Ritchie · 5 Grant Gilchrist · 4 Scott Cummings 71e · 3 Zander Fagerson 67e · 2 Fraser Brown 59e · 1 Rory Sutherland 59e · Remplaçants · 16 Stuart McInally 59e 64e · 17 Allan Dell 59e · 18 WP Nel 67e · 19 Sam Skinner 71e · 20 Magnus Bradbury 59e · 21 George Horne 59e · 22 Duncan Weir 79e · 23 Kyle Steyn 67e · Entraîneur · Gregor Townsend |  | France · Titulaires · 71e Anthony Bouthier 15 · 33e Damian Penaud 14 · Virimi Vakatawa 13 · Arthur Vincent 12 · Gaël Fickou 11 · 8e Romain Ntamack 10 · 78e Antoine Dupont 9 · Grégory Alldritt 8 · 76e Charles Ollivon 7 · 5e à 15e 49e François Cros 6 · 49e Paul Willemse 5 · Bernard Le Roux 4 · 37e Mohamed Haouas 3 · 71e Julien Marchand 2 · 49e Jefferson Poirot 1 · Remplaçants · 71e Peato Mauvaka 16 · 53e Jean-Baptiste Gros 17 · 49e Demba Bamba 18 · 49e Romain Taofifénua 19 · 59e Dylan Cretin 20 · 78e Baptiste Serin 21 · 8e Matthieu Jalibert 22 · 71e Thomas Ramos 23 · Entraîneur · Fabien Galthié |

## Cinquième journée

### Galles - Écosse
(mt 7 - 6)
Homme du match : Jamie Ritchie 
Points marqués :
Galles :
- 1 essai de Carré (33e)
- 1 transformation de Biggar (34e)
- 1 pénalité de Halfpenny (66e)

Écosse :
- 1 essai de McInally (62e)
- 3 pénalités de Russell (10e), Hastings (40e), Hogg (80e)

Évolution du score : 0-3, 7-3, 7-6, mt, 7-11, 10-11, 10-14
Arbitre : Andrew Brace 
Résumé :
| Pays de Galles · Titulaires · 15 Leigh Halfpenny · 14 Liam Williams · 13 Jonathan Davies · 12 Owen Watkin 72e · 11 Josh Adams · 10 Dan Biggar 43e · 9 Gareth Davies 71e · 8 Taulupe Faletau 69e · 7 Justin Tipuric · 6 Shane Lewis-Hughes · 5 Alun-Wyn Jones · 4 Will Rowlands 56e · 3 Tomas Francis 56e 72e · 2 Ryan Elias 69e · 1 Rhys Carré 33e 49e · Remplaçants · 16 Sam Parry 69e · 17 Wyn Jones 49e · 18 Dillon Lewis 56e 72e · 19 Cory Hill 56e · 20 James Davies 69e · 21 Lloyd Williams 71e · 22 Rhys Patchell 43e · 23 Nick Tompkins 74e · Entraîneur · Wayne Pivac |  | Écosse · Titulaires · Stuart Hogg 15 · 65e Darcy Graham 14 · Chris Harris 13 · James Lang 12 · Blair Kinghorn 11 · 33e Finn Russell 10 · Ali Price 9 · 54e Blade Thomson 8 · Hamish Watson 7 · Jamie Ritchie 6 · Jonny Gray 5 · Scott Cummings 4 · 54e Zander Fagerson 3 · 54e Fraser Brown 2 · 54e Rory Sutherland 1 · Remplaçants · 54e 62e Stuart McInally 16 · 54e Oli Kebble 17 · 54e Simon Berghan 18 · Ben Toolis 19 · 54e Cornell du Preez 20 · 69e Scott Steele 21 · 33e 69e Adam Hastings 22 · 65e Duhan van der Merwe 23 · Entraîneur · Gregor Townsend |

### Italie - Angleterre
(mt 5 - 10)
Homme du match : Ben Youngs 
Points marqués : 0-7, 0-10, 5-10, mt, 5-17, 5-24, 5-29, 5-34
Italie :
- 1 essai de Polledri (19e)

Angleterre :
- 5 essais de Youngs (6e, 42e), George (52e), Curry (68e), Slade (73e)
- 3 transformations de Farrell (7e, 43e, 53e)
- 1 pénalité de Farrell (14e)

Évolution du score :
Arbitre : Pascal Gaüzère 
Résumé :
| Italie · Titulaires · 15 Matteo Minozzi 47e · 14 Edoardo Padovani 22e · 13 Luca Morisi · 12 Carlo Canna · 11 Mattia Bellini · 10 Paolo Garbisi · 9 Marcello Violi · 8 Jake Polledri 19e 38e à 48e · 7 Braam Steyn · 6 Sebastian Negri 73e · 5 Niccolò Cannone 61e · 4 Marco Lazzaroni 78e · 3 Giosuè Zilocchi 61e · 2 Luca Bigi 61e · 1 Danilo Fischetti 42e 52e 61e · Remplaçants · 16 Gianmarco Lucchesi 61e · 17 Simone Ferrari 42e 52e 61e · 18 Pietro Ceccarelli 61e · 19 David Sisi 61e · 20 Johan Meyer 78e · 21 Maxime Mbanda 73e · 22 Guglielmo Palazzani 47e · 23 Federico Mori 22e · Entraîneur · Franco Smith |  | Angleterre · Titulaires · George Furbank 15 · 54e Anthony Watson 14 · 68e Jonathan Joseph 13 · 73e Henry Slade 12 · Jonny May 11 · Owen Farrell 10 · 6e 42e 73e Ben Youngs 9 · Billy Vunipola 8 · 33e 41e 54e Sam Underhill 7 · 68e Tom Curry 6 · 22e à 32e 68e Jonny Hill 5 · Maro Itoje 4 · 63e Kyle Sinckler 3 · 52e 79e Jamie George 2 · 59e Mako Vunipola 1 · Remplaçants · 79e Tom Dunn 16 · 59e Ellis Genge 17 · 63e Will Stuart 18 · 68e Charlie Ewels 19 · 36e 40e 54e Ben Earl 20 · 73e Dan Robson 21 · 68e Ollie Lawrence 22 · 54e Ollie Thorley 23 · Entraîneur · Eddie Jones |

### France - Irlande
(mt 17 - 13)
Homme du match : Grégory Alldritt 
Points marqués :
France :
- 4 essais de Dupont (6e), pénalité (29e), Ntamack (43e), Vakatawa (70e)
- 2 transformations de Ntamack (7e, 71e)
- 3 pénalités de Ntamack (37e, 47e, 51e)

Irlande :
- 3 essais de Healy (18e), Robbie Henshaw (59e), Stockdale (80e)
- 3 transformations de Sexton (19e, 60e), R.Byrne (80e)
- 2 pénalités de Sexton (25e, 32e)

Évolution du score : 7-0, 7-7, 7-10, 14-10, 14-13, 17-13, mt, 22-13, 25-13, 28-13, 28-20, 35-20, 35-27
Arbitre : Wayne Barnes 
Résumé :
L'équipe de France de Fabien Galthié avait à charge de se remettre en selle afin de conclure sa prestation performante au sein du Tournoi des Six Nations et terminer au moins à la deuxième place. Idem pour l'Irlande, défaite seulement face aux Anglais lors de la troisième journée et qui a donc tout à gagner pour chiper une deuxième place contestée à la France.
Après cinq minutes d'échange de ballons entre les deux équipes, une opportunité française est trouvée à la suite d'un sauvetage du ballon hors de la ligne de touche par Vincent Rattez, le renversement est amorcé et grâce au cadrage de Gaël Fickou, Antoine Dupont vient déborder et finir dans le but irlandais — 7 - 0. La réaction irlandaise est immédiate sur leur possession : ils se montrent dangereux en se rapprochant rapidement de l'en-but français sans pour autant conclure. Anthony Bouthier prend un carton jaune pour avoir délibérément envoyé le ballon en touche lors d'une occasion d'essai possible pour les Irlandais, laissant ses coéquipiers à quatorze dans ce début de match. Les duels restes rudes et ralentis par des fautes des deux côtés.
À la dix-huitième minute, après une mêlée ordonnée à l'avantage des irlandais, Cian Healy gagne les pick-and-gos et marque avec panache à proximité des poteaux, transformé par Johnny Sexton — 7 - 7. À la suite d'une possession perdue par les Français, les Irlandais gardent leur marque dans les vingt-deux mètres français, finissant par une pénalité réussi de Sexton — 7 - 10. Le jeu continue par des échanges et des mêlées à l'avantage des Bleus. À la suite d'une remise en jeu tricolore à la vingt-huitième minute, les Français marquent avec leur jeu de passes et concluent par un essai de pénalité et un carton jaune contre le troisième ligne centre irlandais, Caelan Doris — 14 - 10. Les Irlandais répondent rapidement à la suite de la mêlée ordonnée et poursuivent leur offensive à la passe qui sera finalisée par une pénalité réussie de Sexton — 14 - 13. Les Bleus répondent coup pour coup avec une avalanche de passes réussies qui leur permettent de rester dans la zone irlandaise ; Romain Ntamack achève cette phase avec une pénalité réussie — 17 - 13. La fin de première mi-temps reste tendue avec la possession irlandaise qui presse dans les vingt deux mètres français mais ne conclut pas.
La seconde mi-temps débute sur les chapeaux de roues avec un jeu de passe des joueurs irlandais et une récupération agressive des ballons aux retombées. Les Français gagnent cependant l'ascendant grâce à une récupération de Bouthier mais surtout un jeu rapide vers l'avant, assisté par Fickou, Dupont et conclu par Ntamack dans l'en-but irlandais — 22 - 13. Le ballon reste français mais est bien quadrillé par une défense irlandaise disciplinée, le jeu avance difficilement, mais Ntamack marque une pénalité — 25 - 13. Les Irlandais restent entreprenants mais commencent à perdre pied sur les retour défensifs des Français concédant une nouvelle pénalité — 28 - 13. Les Irlandais répondent coup pour coup dans le domaine des duels au sols, mettant la main sur le ballon. Robbie Henshaw fait une percée en solitaire à la suite d'une touche irlandaise et va marquer dans l'en-but — 28 - 20. Les jeux d'alternances et les erreurs dans le jeu s'enchainent de part et d'autre sans pour autant avoir de réussite de chaque côté. À la soixante-dixième minute, Ntamack envoie un coup de pied lobé franchissant la défense irlandaise, récupère son ballon, fait la passe et donne l'essai à Virimi Vakatawa — 35 - 20. La fin de match voit les Français dominants dans la conservation du ballon et gagnant les duels. Pourtant, le centre irlandais Jacob Stockdale marque l'ultime essai du match, transformé par Ross Byrne — 35 - 27 — mettant fin à l'espoir de combler le retard de différence de points des Français par rapport aux Anglais pour la victoire finale dans le tournoi.
| France · Titulaires · 15 Anthony Bouthier 10e à 20e 72e · 14 Vincent Rattez · 13 Virimi Vakatawa 71e 72e · 12 Arthur Vincent · 11 Gaël Fickou · 10 Romain Ntamack 44e · 9 Antoine Dupont 8e 76e · 8 Grégory Alldritt · 7 Charles Ollivon · 6 François Cros 33e · 5 Paul Willemse 72e · 4 Bernard Le Roux · 3 Mohamed Haouas 58e · 2 Julien Marchand 56e · 1 Cyril Baille 56e · Remplaçants · 16 Camille Chat 55e · 17 Jean-Baptiste Gros 57e · 18 Demba Bamba 55e · 19 Romain Taofifénua 72e · 20 Dylan Crétin 33e · 21 Arthur Rétière 72e · 22 Baptiste Serin 76e · 23 Thomas Ramos 72e · Entraîneur · Fabien Galthié |  | Irlande · Titulaires · Jacob Stockdale 15 · Andrew Conway 14 · Robbie Henshaw 13 · Bundee Aki 12 · Hugo Keenan 11 · 68e Jonathan Sexton 10 · 65e Conor Murray 9 · CJ Stander 8 · 52e Will Connors 7 · 29e à 39e Caelan Doris 6 · James Ryan 5 · 60e Tadhg Beirne 4 · 68e Andrew Porter 3 · 57e Rob Herring 2 · 25e 37e 60e Cian Healy 1 · Remplaçants · 57e Dave Heffernan 16 · 25e 37e 60e Ed Byrne 17 · 68e Finlay Bealham 18 · 60e Ultan Dillane 19 · Peter O'Mahony 20 · 65e Jamison Gibson-Park 21 · 68e Ross Byrne 22 · 52e Chris Farrell 23 · Entraîneur · Andy Farrell |
| |  | |